# Мурадов, Шах-Эмир Билалович
Шах-Эмир Мурадов (1913—1996) — лезгинский поэт. Народный поэт Дагестанской АССР.

## Биография
Родился в крестьянской семье в селении Куруш (ныне Докузпаринский район Дагестана) в 1913 году. Окончил Дагестанский педагогический институт, после чего работал учителем математики. 
Переехал в Махачкалу, где работал журналистом в газетах «Социализмдин пайдах» и «Дагестанская правда». Был редактором литературного альманаха «Дружба», работал на радио, был переводчиком в газете. Умер в 1996 г.

## Творчество
Первые литературные произведения были созданы Мурадовым в 1930-е годы. Тематикой его ранних стихов были эмансипация женщин, социалистическое строительство, Великая Отечественная война. После войны вышли сборники Мурадова «Счастливый Дагестан», «Белые голуби», «Песни горцев» о дружбе народов и о Родине. В 1970-80-е годы увидели свет его поэтические сборники «Как небо голубое», «Слава человечности», «От сердца к сердцу»; поэмы «Свет в горах», «Демир и Селми», «Зов осени», «Легенда о любви». Мурадов также писал рубаи и сонеты. Значительное место в творчестве Мурадова занимает любовная лирика и образ родной природы. Активно переводил на лезгинский язык поэзию различных народов СССР.В том числе Пушкина, Лермонтова, Некрасова,Я.Купалу, Маяковского, Р.Гамзатова.

## Память
На д. 16 по проспекту Расула Гамзатова в Махачкале, где жил писатель, установлена мемориальная доска.